# Daniyal Gadzhiyev
Daniyal Gadzhiyev, né le 20 février 1986 à Kiziliourt, est un lutteur gréco-romain kazakh.

## Biographie
Le 6 août 2012, il obtient la médaille de bronze aux Jeux olympiques de Londres en catégorie des moins de 84 kg.